# Ленка (Люблінське воєводство)
Ленка (пол. Łęka) — село в Польщі, у гміні Пулави Пулавського повіту Люблінського воєводства.
Населення — 301 особа (2011).

## Демографія
Демографічна структура станом на 31 березня 2011 року:
|          | Загалом | Допрацездатний вік | Працездатний вік | Постпрацездатний вік |
| -------- | ------- | ------------------ | ---------------- | -------------------- |
| Чоловіки | 143     | 29                 | 98               | 16                   |
| Жінки    | 158     | 34                 | 85               | 39                   |
| Разом    | 301     | 63                 | 183              | 55                   |